# لامتلا
لامتلا (به اسپانیایی: La Ametlla) یک منطقهٔ مسکونی در اسپانیا است که در والس اورینتال واقع شده‌است. لامتلا ۱۴٫۲ کیلومتر مربع مساحت دارد.